# ムハッラク県
ムハッラク県（むはっらくけん、アラビア語: محافظة المحرق Muḥāfaẓat al-Muḥarraq、英語: Muharraq Governorate）はバーレーンの県。
2014年の人口は約21.6万人だった。
面積は57km2。

## 概要
ムハッラクとムハッラク島から成る。
ムハッラク中心部には王国最古の居住地が有り、バーレーン人地主に使役される労働者が住んでいた。
シャイフ・イーサー・ビン・アリー・ハウス、バードギール、アラード要塞が有名である。
政府はこれらの歴史遺産の修復に十分な予算を割り当てていないと責められている。
地域相談員のマジード・カリーミーは2005年にイスラム国際会議に出席した。
アル・ウェファーク(en:Al Wefaq)は「この地域での離婚率が上がっている事への対策」として、「下着を着たマネキン人形を禁止」する事を決定した。
アル・メンベル・アル・ワタニー・アル・イスラーミー・ソサエティー地域相談員のサーレフ・アル・ジョウデルは、2006年の選挙で議席を得た。

## 交通

### 空港
ムハッラク島にはバーレーン国際空港が有る。